# Paro (Bhutan)
Paro (dzongkha: སྤ་རོ་) è una città del Bhutan, capoluogo dell'omonimo distretto. È un luogo fondamentale per la storia del Paese, con diversi edifici sacri sparsi nel centro e nei dintorni. Attraversata dal Paro Chhu, sorge ad est del monte Jomolhari. Ospita inoltre l'Aeroporto Internazionale di Paro, che è l'unico aeroporto internazionale del Bhutan.

## Storia
La storia della città ruota intorno al Rinpung Dzong, una fortezza-monastero che domina la valle in cui sorge oggi il centro abitato. Un primo monastero fu costruito già nel X secolo, ma nel 1644 che lo Shabdrung Ngawang Namgyal ne costruì uno nuovo sulle basi di quello vecchio; per secoli questo edificio ha svolto la funzione di difesa contro le frequenti incursioni dei tibetani.
Costruito in pietra anziché in argilla, il dzong fu chiamato Rinpung, vale a dire "cumulo di gioielli", sebbene tutti questi tesori siano andati distrutti in un incendio nel 1907. Fu salvato soltanto un thangka, noto come Thongdel. Ricostruito dopo l'incendio, oggi ospita una collezione di maschere e costumi sacri.

## Architettura
Lungo la strada principale sorgono edifici costruiti e ornati secondo la tradizione architettonica bhutanese. All'interno di questi edifici spesso vi sono negozi, uffici e ristoranti.
Il Dungtse Lhakhang è un tempio del XV secolo, non distante dal Palazzo Ugyen Perli, una residenza reale costruita dal penlop Tshering Penjor. In zona si trova anche il Rinpung Dzong, col suo vecchio ponte di legno reso celebre nel mondo da Piccolo Buddha, film del 1993 diretto da Bernardo Bertolucci. Il ponte solca il Paro Chhu, il fiume che bagna la città.
Ad una distanza di 10 km dal centro si trova inoltre il famoso monastero di Taktsang, arroccato su un picco a precipizio che si trova a 3.120 m.s.l.m. Il luogo è deputato all'adorazione di Padmasambhava, padre del Buddhismo bhutanese che, secondo quanto si narra, giunse sul posto in groppa ad una tigressa. L'escursione al monastero richiede circa tre ore all'andata e tre ore al ritorno. Da qui si può godere di una vista panoramica sulla città. Una strada lunga 16 chilometri conduce dalla valle alle rovine di un altro monastero-fortezza, il Drukgyal Dzong, parzialmente distrutto da un incendio nel 1951.
Paro ospita anche l'edificio più alto del Bhutan, il Ta-Dzong, alto 22 m e a 6 piani. Esso ospita il Museo Nazionale del Bhutan.

## Aeroporto
L'aeroporto di Paro viene spesso descritto come "l'aeroporto commerciale più difficile e pericoloso del mondo". Esso dispone di una sola pista. Gli aerei sono costretti a passare tra montagne alte oltre 5.500 m, cosa che rende il decollo e l'atterraggio ancora più complicati. A dimostrazione di ciò, nel 2014 soltanto 8 piloti disponevano della licenza necessaria per poter operare nello scalo.

## Galleria d'immagini

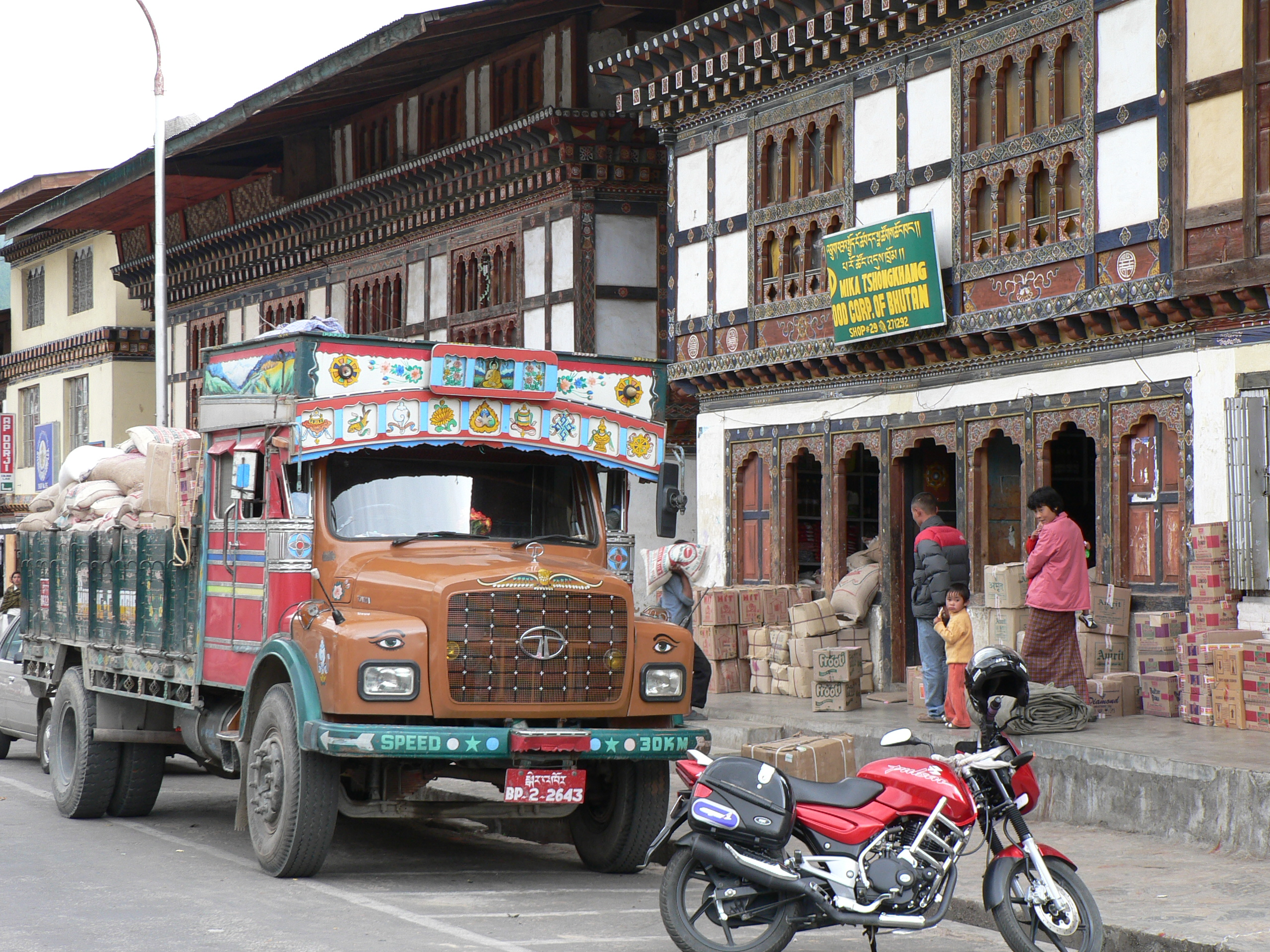
Una strada di Paro
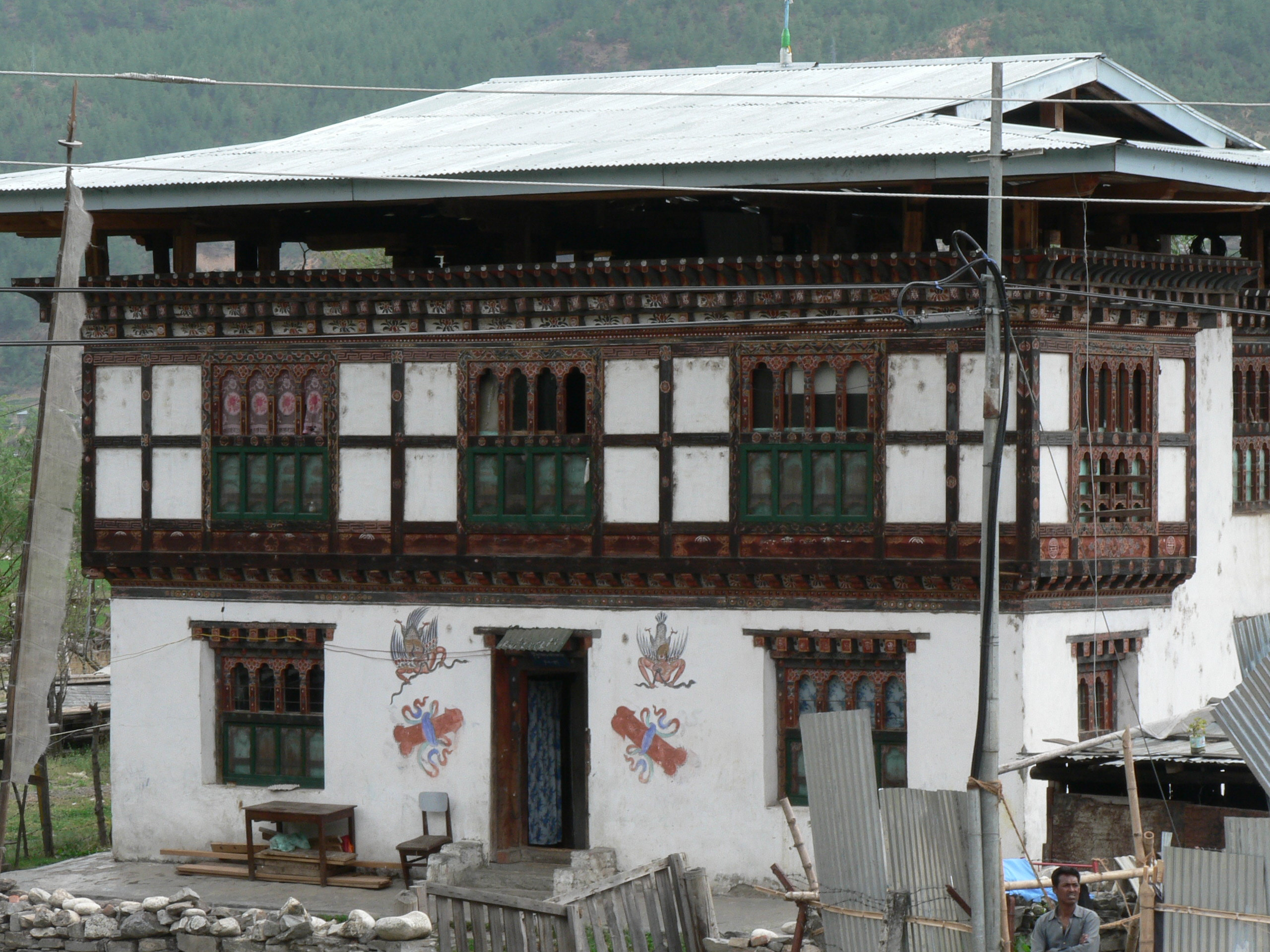
Una casa di Paro
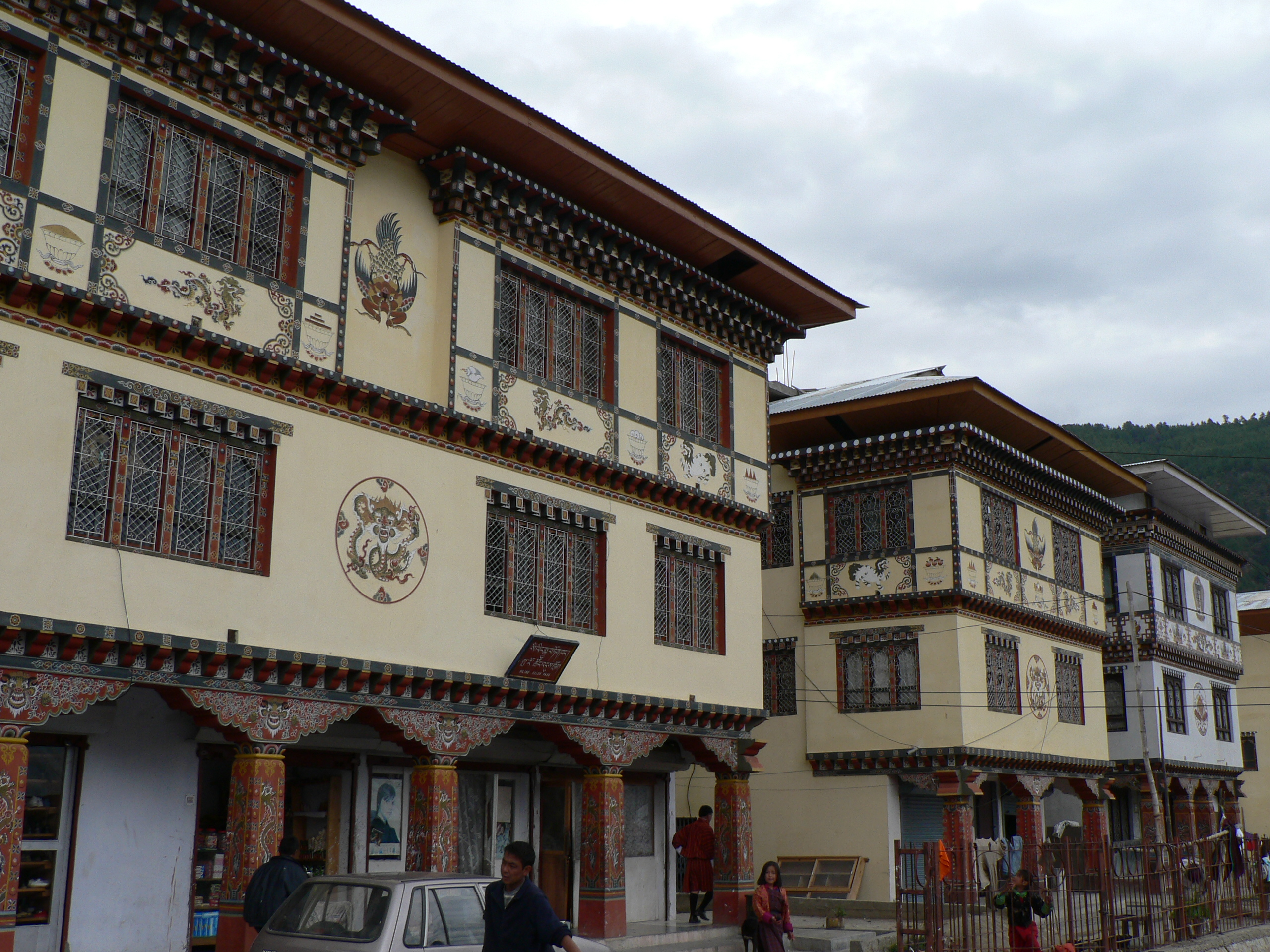
Alcuni negozi a Paro
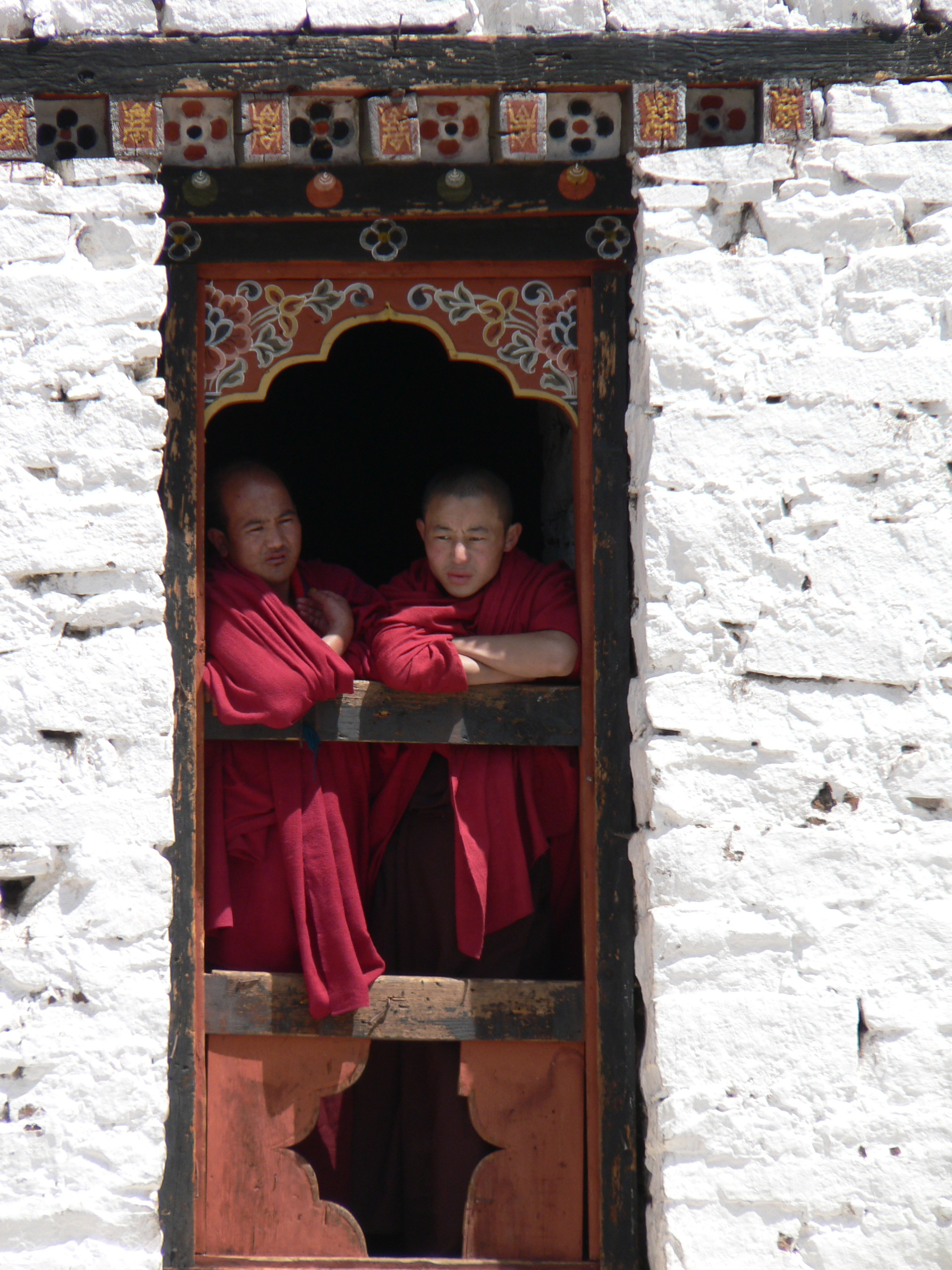
Due monaci del Rinpung Dzong
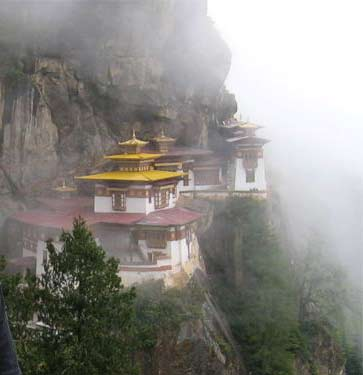
Il monastero di Taktsang
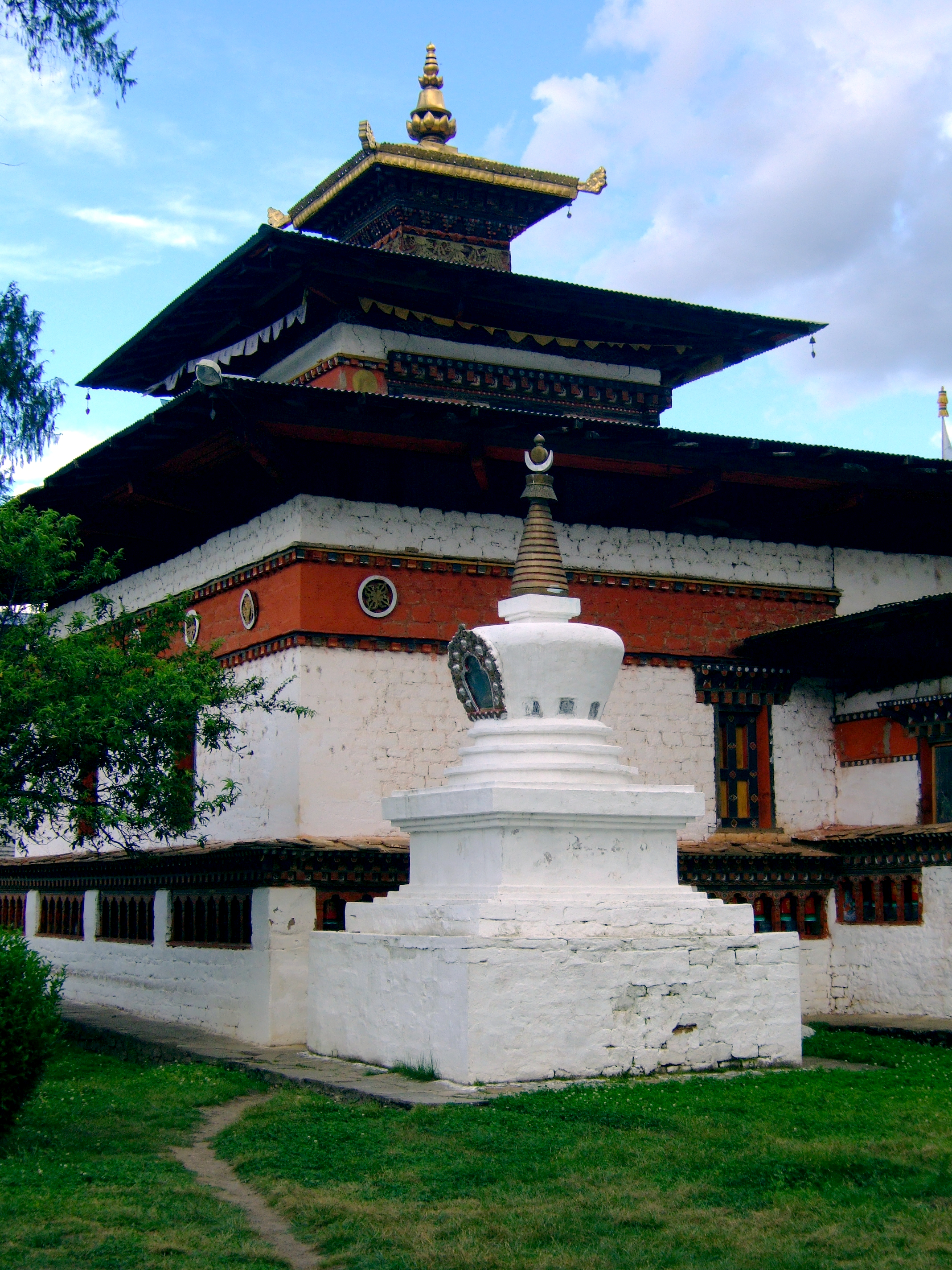
Il tempio di Kyichu Lhakhang
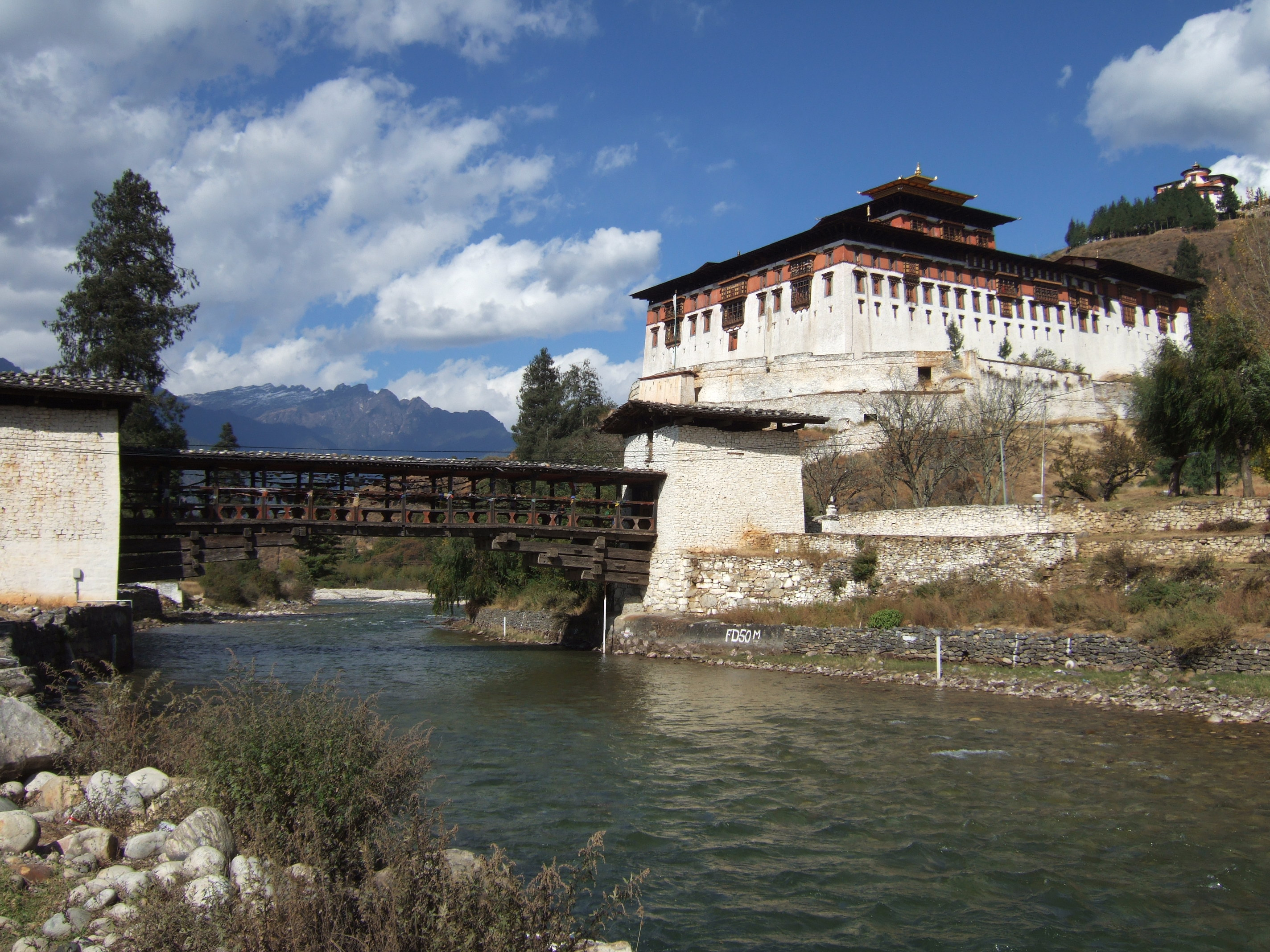
Rinpung Dzong